# 1873 az irodalomban
Az 1873. év az irodalomban.

## Események
- Arthur Rimbaud Brüsszelben kinyomatja Egy évad a pokolban (Une saison en enfer) című művét. Az elkészült 500 példány azonban nem kerül forgalomba, (Rimbaud kap néhány tiszteletpéldányt, ezeket szétküldi barátainak), mert a költő anyja – ígérete ellenére – nem fizeti ki a nyomdaköltséget. A könyveket összecsomagolva egy belga ügyvéd véletlenül találja meg 1901-ben.[1]

## Megjelent új művek
- Louisa May Alcott amerikai írónő regénye: Work: A Story of Experience
- Wilkie Collins:
  - Miss or Mrs? (elbeszélés)
  - The new Magdalena (regény)
- Conrad Ferdinand Meyer elbeszélése: Das Amulett
- Mark Twain szatirikus regénye: Az aranyozott kor (The Gilded Age: A Tale of Today)
- Jules Verne regénye: 80 nap alatt a Föld körül (Le Tour du monde en quatre-vingts jours)
- Émile Zola regénye: Párizs gyomra (Le Ventre de Paris)
- Matthew Arnold angol költő, kritikus, pedagógus kritikai esszéje: Literature and Dogma (Irodalom és dogma…)[2]

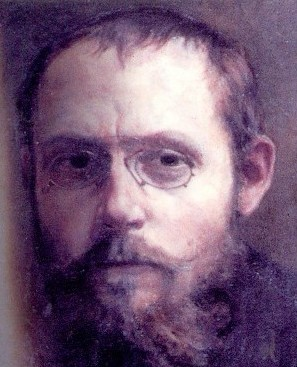
Charles Péguy

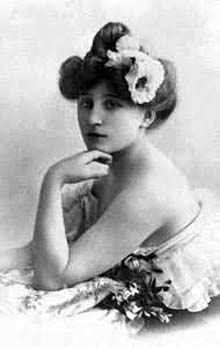
Colette

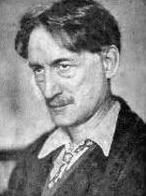
Henri Barbusse

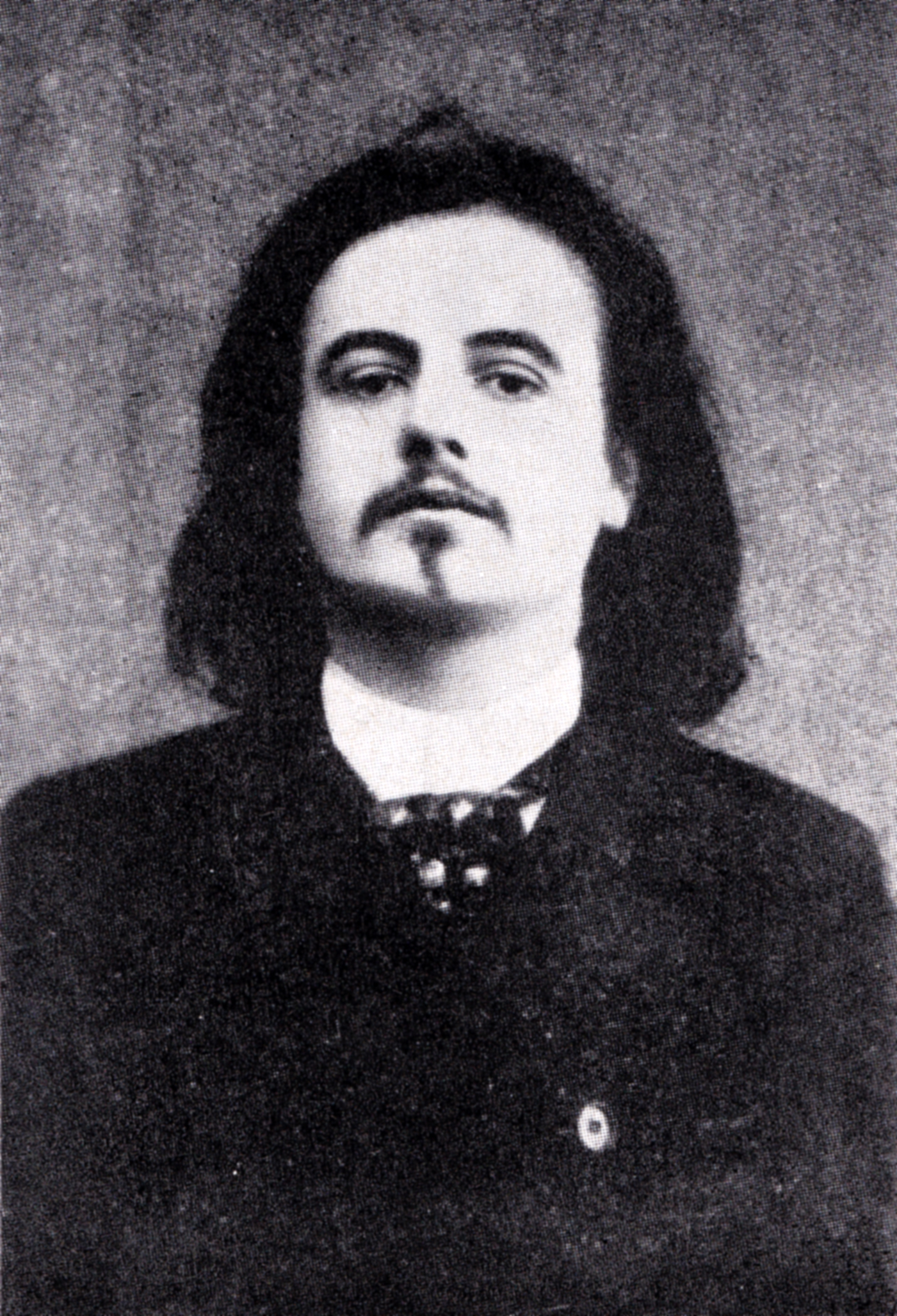
Alfred Jarry

### Költészet
- Arthur Rimbaud prózaversekből álló – feltehetően utolsó – műve: Egy évad a pokolban (Une saison en enfer). „A mű Rimbaud leszámolása a költészettel, búcsúja eddigi életétől; s ez a búcsú egy egész szétomló világ roppant kritikájává nő.”[3]

### Dráma
- Isztambulban bemutatják Namık Kemal török költő Vatan yahut Silistre (A haza vagy Szilisztra) című darabját, melyet veszélyesnek nyilvánítanak, ezért szerzőjét bebörtönzik, majd száműzik[4]

## Születések
- január 1. – Mariano Azuela mexikói író († 1952)
- január 7. – Charles Péguy francia költő, író († 1914)
- január 20. – Johannes Vilhelm Jensen Nobel-díjas (1944) dán író († 1950)
- január 28. – Colette francia írónő, varietéművész; az első írónő, akit a Goncourt Akadémia meghívott soraiba († 1954)
- május 17. – Henri Barbusse francia szimbolista költő, író († 1935)
- szeptember 8. – Alfred Jarry francia író, drámaíró, az abszurd dráma „atyja” († 1907)
- november 4. – Izumi Kjóka japán író († 1939)
- december 7. – Willa Cather amerikai regényírónő († 1947)
- december 30. – Bánffy Miklós író, grafikus, színpadi rendező, politikus († 1950)

## Halálozások
- február 7. – Joseph Sheridan Le Fanu ír prózaíró (* 1814)
- május 22. – Alessandro Manzoni gróf, olasz költő, író, az olasz irodalom kimagasló személyisége, A jegyesek című regény írója (* 1785)
- július 27. – Fjodor Ivanovics Tyutcsev orosz költő (* 1803)
- szeptember 28. – Émile Gaboriau francia regény- és újságíró, a detektívregény megteremtője (* 1835)